# Lalitpur (Uttar Pradesh)
Lalitpur (Hindi: ललितपुर, Lalitpur) ist eine Stadt im indischen Bundesstaat Uttar Pradesh.
Sie hat etwa 130.000 Einwohner (Volkszählung 2011) und ist die Hauptstadt des Distrikts Lalitpur.

## Lage
Lalitpur befindet sich etwa 95 km (Fahrtstrecke) südlich von Jhansi in einer Höhe von etwa 430 m ü. d. M. in einer landwirtschaftlich ertragreichen Umgebung, in der sich mehrere Stauseen befinden, die auch für Bewässerungszwecke genutzt werden.

## Bevölkerung
Die Bevölkerung der Stadt besteht zum großen Teil aus Hindus (ca. 75 %) und Moslems (ca. 20 %); andere Religionsgruppen (Sikhs, Jains etc.) spielen nur eine untergeordnete Rolle. Wie in Indien üblich, übersteigt der männliche Bevölkerungsanteil den weiblichen um etwa 10 %. Man spricht Hindi und den lokalen Dialekt Bundeli.

## Wirtschaft
Die Stadt bildet das handwerkliche, merkantile, kulturelle und Dienstleistungs-Zentrum für die hauptsächlich landwirtschaftlich orientierten Dörfer in der Umgebung. Durch den Bahnhof an einer der Hauptstrecken im Norden Indiens entwickelt sich die Stadt rasch.

## Sehenswürdigkeiten
Die Stadt selbst hat kaum Sehenswürdigkeiten, doch eignet sie sich gut als Ausgangspunkt für Exkursionen mit Bussen oder Taxis zu sehenswerten frühen Hindu-Tempeln in der Umgebung:
- Deogarh: Dashavatara-Tempel und Kuraiya-Bir-Tempel (ca. 25 km südlich)
- Indor: (-Tempel), Mahua (Chamunda-Tempel) u. a., Terahi (Shiva-Tempel) (ca. 50 km nordwestlich)
- Markhera: Surya-Tempel (ca. 30 km nordöstlich)